# Сонячний острів
«Сонячний острів» — радянський телефільм 1977 року, знятий режисером Карідіном Акматалієвим на кіностудії «Киргизфільм».

## Сюжет
Телефільм за мотивами однойменної повісті М. Гапарова. Дівчина, розчарувавшись у коханому, їде до гірського аулу. Спілкування з природою, з мудрими, нехитрими людьми приносить їй почуття повноти життя, яке, здавалося, було втрачено назавжди.

## У ролях
- С. Сатувалдієва — головна роль
- Даркуль Куюкова — бабуся Айкиз
- Бекін Сейдакматов — роль другого плану
- Артик Суюндуков — роль другого плану
- Муканбет Токтобаєв — роль другого плану
- Мурза Гапаров — роль другого плану
- Іскра Раїмкулова — роль другого плану
- Карідін Акматалієв — роль другого плану
- М. Долотбаєв

## Знімальна група
- Режисер — Карідін Акматалієв
- Сценарист — Леонід Дядюченко
- Оператор — Аскар Джамгерчинов
- Композитор — Жилдиз Малдибаєва
- Художник — М. Долотбаєв